# Chlamydomonadaceae
Em taxonomia, Chlamydomonadaceae é uma família de algas, especificamente da ordem Chlamydomonadales.